# Sergei Tchaplygin
Sergei Alexeievitch Tchaplygin (em russo:  Серге́й Алексе́евич Чаплы́гин; Tchaplygin, 5 de abril de 1869 — Novosibirsk, 8 de outubro de 1942) foi um físico, matemático e engenheiro mecânico russo e soviético.

## Carreira
É conhecido por fórmulas matemáticas, tal como a equação de Tchaplygin, e por uma substância hipotética em cosmologia denominada gás de Tchaplygin. Graduado em 1890 pela Universidade Estatal de Moscou, tornando-se depois professor. Foi professor de engenharia mecânica no Colégio Feminino de Moscou em 1901, e de matemática aplicada na Escola de Tecnologia de Moscou, em 1903. Leonid Sedov foi seu aluno. As teorias de Tchaplygin foram inspiradas em grande parte por Nikolai Jukovski, fundador do Instituto Central de Aerodinâmica. Suas pesquisas iniciais foram sobre hidromecânica. Seus "Collected Works" em quatro volumes foram publicados em 1948. Tchaplygin foi eleito para a Academia de Ciências da Rússia, em 1924. A cratera lunar Tchaplygin e a cidade de Tchaplygin foram denominados em sua homenagem.

## Publicações (em tradução livre)
- Sobre alguns casos de movimento de um corpo sólido em um líquido // tr. Departamento de Ciências Físicas da Sociedade dos Amantes das Ciências Naturais. - 1894. - Vol. 6. — Iss. 2. - S. 20-42.
- Em alguns casos de movimento de um corpo sólido em um líquido // Math. Coll. — 1897. — Vol. 20. — Iss. 1. - S. 115-170. — Iss. 2. - S. 173-243.
- Sobre o movimento de um corpo pesado de rotação em um plano horizontal // Tr. Departamento de Ciências Físicas da Sociedade dos Amantes das Ciências Naturais. — 1897. — Vol. 9. — Iss. 1. - S. 10-16.
- Sobre uma certa generalização possível do teorema da área com aplicação ao problema das bolas rolantes // Mathematical Coll.. — 1897. — Vol. 20. — Iss. 1. - S. 1—32.
- Sobre jatos de gás. Moscou, 1902. 121 pág.
- Sobre o rolamento de uma bola em um plano horizontal // Matemática. Coll. - 1903. - Vol. 24. — Iss. 1. - S. 139-168.
- Mecânica do sistema. Parte 1. Estática analítica. — M.: Izd-vo vzaimopomoshch'yu stud. natural. em Moscou. Universidade, 1905. - 84 pág.
- Zhukovsky, N. E., Chaplygin, S. A. Sobre o atrito da camada lubrificante entre o espigão e o rolamento // Tr., Departamento de Ciências Físicas da Sociedade dos Amantes das Ciências Naturais. — 1906. — T. 13. — Iss. 1. - S. 24-33.
- Mecânica do sistema. Parte 2. Dinâmica do sistema. — M.: Izd-vo grup. Ouvindo, 1907. 180 pág.
- Sobre a pressão de um fluxo paralelo ao avião em corpos obstrutivos (sobre a teoria de um avião). Moscou: Mosk. Universidade, 1910. 49 pág.
- Teoria da asa de treliça // Math. coll.. — 1914. — Vol. 29. — Iss. 2. - S. 220-233.
- Sobre a Teoria Geral da Asa Monoplana. — M.: Vyssh. Militar. Ed. Soviético, 1922. 53 pág.